# ダルメイヤー
ダルメイヤー（Dallmeyer ）はジョン・ヘンリー・ダルメイヤー（John Henry Dallmeyer ）が創業したイギリスのレンズメーカーである。数は少ないながらカメラも製造した。
日本での表記は古くは「ダルメヤー」とされていることが多い。上野彦馬が使用したレンズのメーカー、ウィットネスのレンズを供給したメーカー等として知られている。

## カメラ製品一覧
- ロングフォーカスカメラ（1899年[2]） - 12×16.5cm判写真乾板。蛇腹を54cm伸ばせるため望遠撮影に有利だが、ベース下端をドロップ可能なので広角レンズも使用可能[2]。
- スピードカメラ（1925年[2]） - レンズはペンタック4¼インチ（以降in）F2.9。部品はシビルと共通なのでニューマン&ガーディアからのOEMと考えられている[2]。

## レンズ製品一覧

### アドン
アドン（Adon ）

### ダロン
ダロン（Dallon ）

#### ハッセルブラッド用ダロン
ハッセルブラッドの社外望遠レンズとして製造された。

#### ウィットネス用ダロン
初期のウィットネスに少数が供給された。

### ペンタック
ペンタック（Pentac）

#### 大判用ペンタック

ラピッド・レクチリニアー

ペンタック4¼inF2.9

### ラピッド・レクチリニアー
ラピッド・レクチリニアー（Rapid Rectilinear 、RR）は高速=F値が小さく短い露光時間で撮影が終わる、直線が直線に写る=歪曲収差が少ない、という意味である。ポートレート用の製品もある。

### セプタック
セプタック (Septac ）

#### ウィットネス用セプタック
ウィットネス用の試作品が存在する。

### セラック
セラック（Serrac ）

### スーパーシックス
スーパーシックス（Super-Six ）

#### ウィットネス用スーパーシックス
ウィットネス用に供給された。

## 歴史
- 1851年 - ジョン・ヘンリー・ドールメイヤーがロンドンに移住しロスで働いた。
- 1860年 - 創業。
- 1866年 - ラピッド・レクチリニアー発明[1]。
- 1892年 - 法人として設立。
- 1922年 - ペンタック発売[2]。